# Zofia Ciesielska
Zofia Ciesielska (ur. 11 lutego 1931 w Drohobyczu) – biolog, emerytowana profesor Uniwersytetu Pedagogicznego w Krakowie, Sybiraczka. Żona Romana Ciesielskiego.

## Życiorys
Urodziła się 11 lutego 1931 roku w Drohobyczu. Jej ojciec Jan Frydlewicz był prawnikiem, matka – Maria z domu Czupkiewicz – nauczycielką. We wczesnym dzieciństwie mieszkała we Lwowie i w Drohobyczu. Po wybuchu wojny i wkroczeniu wojsk radzieckich do Małopolski Wschodniej Jan Frydlewicz został 11 kwietnia 1940 aresztowany przez NKWD i zamordowany w Kijowie-Bykowni (Ukraińska Lista Katyńska, poz. 3068). Maria Frydlewicz z dziećmi – Adamem, Jadwigą i Zofią zostali deportowani 13 kwietnia 1940 do Kazachstanu – obwód kustanajski, rejon Borowoje. Tam Zofia po ukończeniu 11 lat była zmuszona do ciężkiej fizycznej pracy w lesie, stepie i przy pracach rolnych. Jej brat Adam (ur. 1923) wydostał się wraz z Armią Andersa z Kazachstanu; wycieńczony głodem i tyfusem, zmarł w 1942 roku w Teheranie. Swoje wspomnienia z okresu zesłania do Kazachstanu Zofia Ciesielska opublikowała w książce „Sześć lat w Kazachstanie”. Pod koniec wojny w lutym 1945 roku Marii Frydlewicz udało się objąć opieką polskie sieroty w rosyjskim Diet-Domie (Domu Dziecka). Dzieci te przywiozła w 1946 roku do Polski. Po powrocie do Polski Maria Frydlewicz wraz z córkami została osiedlona w Nowym Dworze (obecnie Szymonowo) koło Morąga, gdzie objęła posadę kierowniczki Domu Dziecka. Po zdaniu matury w gimnazjum w Morągu w 1950 roku Zofia Frydlewicz rozpoczęła studia na Wydziale Biologii i Nauk o Ziemi Uniwersytetu Warszawskiego. W 1953 roku, po ukończeniu studiów I stopnia, uzyskała etat asystenta w Polskiej Akademii Nauk. W 1955 roku uzyskała na Uniwersytecie Warszawskim tytuł magistra i po wyjściu za mąż za Romana Ciesielskiego przeniosła się do Krakowa, gdzie podjęła pracę w Wyższej Szkole Pedagogicznej. W 1965 obroniła doktorat, w 1978 uzyskała na Uniwersytecie Jagiellońskim habilitację. W latach 1981–1984 pełniła funkcję wicedyrektora Instytutu Biologii WSP, w 1991 roku została profesorem nadzwyczajnym w Akademii Pedagogicznej w Krakowie. Była organizatorem i kierownikiem Zakładu Ekologii i Ochrony Środowiska, organizatorem i kierownikiem Studium Podyplomowego Ochrona i Kształtowanie Środowiska. Na emeryturę przeszła w 2002 roku.
W 1982 roku została wybrana do Rady Głównej Nauki i Szkolnictwa Wyższego na kadencję 1982-1985. W latach 1980–1989 była członkiem Zarządu Głównego Polskiego Towarzystwa Entomologicznego. W latach 1991–1998 była członkiem zespołów P-2 i P-4 Komitetu Badań Naukowych. W latach 1996–1999 wchodziła w skład Rady Naukowej Instytutu Ekologii PAN, w latach 1996–2001 w skład Rady Programowej Instytutu Ochrony Przyrody PAN w Krakowie. W latach 1991–2003 była członkiem Państwowej Rady Ochrony Przyrody. W latach 1990–2020 wchodziła w skład Rady Programowej miesięcznika Aura. W 1992 roku został wybrana do Working Group International Association for Cereal Science and Technology.
Była współzałożycielką krakowskiego oddziału Związku Sybiraków (1989) i w latach 1989–1992 oraz 2004-2011 jego wiceprezesem. Jest członkiem Stowarzyszenia Rodzin Katyńskich w Krakowie.

## Praca naukowa
Badania naukowe Zofii Ciesielskiej, tak własne jak zespołowe, koncentrowały się wokół trzech problemów:
- ekologii gleby (przemiany w struktorze zespołów pedofauny z odniesieniem do biomonitoringu zanieczyszczeń),
- ekologii populacji (mechanizmy regulacji liczebności, m.in., populacji szkodników przechowalniowych),
- edukacji ekologiczno-środowiskowej na studiach wyższych i podyplomowych.

Łącznie opublikowała ponad 90 prac w czasopismach krajowych i zagranicznych.

## Odznaczenia
- 1974: Złoty Krzyż Zasługi;
- 1989: Medal Komisji Edukacji Narodowej;
- 1985: Krzyż Kawalerski Orderu Odrodzenia Polski;
- 1994: Odznaka Honorowa Sybiraka;
- 2000: Krzyż Oficerski Orderu Odrodzenia Polski;
- 2005: Krzyż Zesłańców Sybiru;
- 2018: Medal Pro Patria.